# Judisk exodus från arabiska och andra muslimska länder

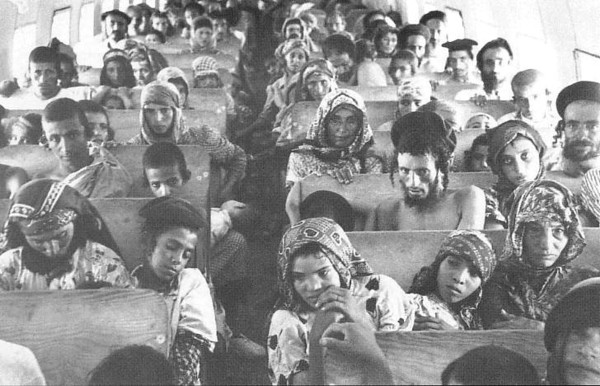
Jemenitiska judar på väg från Aden till Israel, under operation "den Magiska Mattan" (1949–1950).

Den judiska exodus från arabiska och muslimska länder (hebreiska: יציאת יהודים ממדינות ערב, Yetziat yehudim mi-medinot Arav; arabiska: هجرة اليهود من الأراضي العربية Hijrat al-Yahud min al-arad' al-Arabiya) var en massflykt och deportation av judar, i huvudsak med sefardisk och mizrahisk bakgrund, från arabiska och muslimska länder, från 1948 till tidigt 1970-tal. Även om judar hade börjat lämna samhällen i Mellanöstern och Nordafrika redan i slutet av 1800-talet och fly i större antal från en del arabiska länder på 1930-talet och tidiga 1940-talet blev migrationen inte av någon större betydelse förrän under 1948 års arabisk-israeliska krig. 
Från 1948 till tidigt 1970-tal lämnade 800 000–1 000 000 judar sina hem i arabvärlden för att de förföljdes, flydde, eller blev deporterade. 260 000 av dem nådde Israel mellan 1948 och 1951; och 600 000 fram till 1972. Libanon var det enda arabiska land som såg en ökning av sin judiska befolkning efter 1948, vilket berodde på ett inflöde från andra arabländer. På 70-talet krympte de judiska samhällena i Libanon däremot på grund av fientlighet under det libanesiska inbördeskriget. År 2002 utgjorde judar från arabländerna och deras barn nästan halva Israels befolkning.
Det fanns flera orsaker till de stora flyttströmmarna. I de muslimska länderna som judar flydde fanns antisemitism, politisk instabilitet och strukturell diskriminering av judar från samhället. Samtidigt så lockade i Israel idén om ett judiskt land. Arabnationalismen drev många judar från arabländerna, och många regimer ville framställa den judiska uteslutningen från samhället som ett folkligt svar på den palestinska flytten från Israel. I Libyen flyttade de flesta judar 1951 medan de kvarvarande fick sitt medborgarskap upphävt 1961, och de sista återstående judarna evakuerades under sexdagarskriget. Judarna i Yemen och Aden evakuerades till största delen under 1949 och 1950 på grund av rädsla för deras säkerhet. Irakiska judar uppmanades att lämna landet av den irakiska regeringen. De egyptiska judarna började fly 1948, och de kvarvarande utvisades 1956. I Algeriet fråntogs judarna sitt medborgarskap och de flyttade till Frankrike eller Israel. I Marocko var pogromer 1948 början på utvandringen, men största delen av gemenskapen flyttade på 1960-talet. Den egendom som judar ägde såldes, konfiskerades eller smugglades ut ur de länder som de lämnade.[källa behövs]
Judarna refererar ibland till dessa händelser som "den judiska nakban".